# Kronotop
Kronotop (bokstavligen tidrum, från grekiskans χρόνος (tid) och τόπος (rum)) är en term som formulerades av den ryska litteraturvetaren Michail Bachtin i essän Формы времени и хронотопа в романе (ungefär 'Former av tid och kronotopen i romanen'). Termen beskriver förhållandet mellan tiden och rummet, och hur det i sin tur är detta som ger ett narrativ substans. 
I essän definierar Bachtin själv termen på följande vis:
| ”                                  | Kronotopen förenar inom litteraturens estetik rumsliga och temporala tecken till en väl genomtänkt, konkret helhet. Tiden, så att säga, tjocknar, förkroppsligas, blir konstnärligt synbar. På samma sätt laddas rummet och svarar på tidens, handlingens och historiens rörelser. Det är korsningen av dessa axlar och sammansmältningen av dessa tecken som kännetecknar den konstnärliga kronotopen. | „ |
| – The Dialogic Imagination, s. 84. | |   |

Alla delar av ett narrativ kan, enligt teorin om kronotopen, vara potentiella öppningar till olika analyser och tolkningar. Ett ofta angivet exempel på en kronotop är Dostojevskijs tröskel, som dels betecknar den denotativa betydelsen av ordet, men också öppnar upp tolkningsmöjligheter: en tröskel kan, på ett metaforiskt plan, bland annat innebära en förändring eller att träda in i något nytt. 
Bachtin menar att kronotopen i sin tur också kan vara genrebestämmande: 
| ”                                  | Kronotopen har inom litteraturen en inneboende generisk betydelse. Det kan till och med sägas att det just är kronotopen som definierar genrer och deras kännetecken, för i litteraturens värld är kronotopens främsta kategori tiden. Kronotopen som en grundläggande kategori av formen har även en avgörande betydelse i fastläggandet av människosbilden i litteraturen. Människobilden är alltid inneboende kronotopisk. | „ |
| – The Dialogic Imagination, s. 84. | |   |

### Översatta citat
1. ↑  Översättning från engelskan: "In the literary artistic chronotope, spatial and temporal indicators are fused into one carefully thought-out, concrete whole. Time, as it were, thickens, takes on flesh, becomes artistically visible; likewise, space becomes charged and responsive to the movements of time, plot and history. This intersection of axes and fusion of indicators characterizes the artistic chronotope."
2. ↑  The chronotope in literature has an intrinsic generic significance. It can even be said that it is precisely the chronotope that defines genre and generic distinctions, for in literature the primary category in the chronotope is time. The chronotope as a formally constitutive category determines to a significant degree the image of man in literature as well. The image of man is always intrinsically chronotopic.